# Perrierbambus
Els bambús del gènere Perrierbambus de la subfamília de les bambusòidies de la família de les poàcies.

## Taxonomia
- Perrierbambus madagascariensis
- Perrierbambus tsarasaotrensis